# 茶的分類
茶的分類方式有多種，依時代、地區之別而有異，如按製作方式、產地、採摘時間、茶葉形態等進行劃分。

## 古代中國茶類
...有觕（粗）茶、散茶、末茶、餅茶者——茶經
唐代陸羽《茶經》將茶分爲四類：粗茶、散茶、末茶、餅茶。餅茶自三國時期已經出現，是飲用最廣、最講究的茶類。粗茶和散茶在士大夫和文人中並不流行，未見於詩文之中。
茶有二類，曰片茶，曰散茶。——宋史
宋代茶分二類：片茶、散茶。片茶指的是團茶和餅茶，北苑貢茶龍團鳳餅最爲有名。散茶是葉形茶，或稱草茶和江茶。北宋初期以生產片茶爲主，散茶在北宋中期開始受到青睞。南宋時期散茶大规模出現，並出現曬青、炒青茶。宋末元初，散茶的生產已經壓倒了片茶。
至洪武二十四年九月，上以重勞民力，罷造龍團，惟采茶芽以進。——萬曆野獲編
宋朝已有春茶、夏茶和秋茶。宋徽宗時福建路轉運使用暖房使茶樹冬不休眠，反在十冬臘月抽新芽，以芽茶製成貢茶獻給徽宗，而創冬茶。貢茶重時效與鮮嫩。宋人不好苦澀味，在茶葉尚嫩時就採擷起來，即使犧牲茶香也在所不惜。日本的抹茶因為不像宋朝點茶一樣、盡可能榨出苦汁，因此較苦澀，但是較青綠且養分較多。
元代按茶葉老嫩程度將散茶分爲芽茶、葉茶。宋朝已有芽茶與葉茶。明太祖廢除福建建安的團茶進貢，散茶開始全面普及。

## 現代茶類
現代茶類分爲基本茶類和再加工茶類。
- 基本茶類根據製作方法和茶多酚氧化程度的不同[12][13]分爲綠茶、白茶、黃茶、青茶、黑茶、紅茶[12]六類。

- 基本茶類在國際上的茶葉分類標準是依照製造過程。比如用紅茶的做法制茶就會是紅茶；用綠茶的做法則成綠茶。也就是說我們熟知的阿薩姆紅茶，它也可以做成綠茶。每一種茶樹品種，都可以製造成六大茶類，只是適不適合或好不好喝。[14]茶葉分類簡介 （页面存档备份，存于）
- 再加工茶，於基本類茶的基礎上加工成，根據再加工的方法可以分爲花茶、香料茶、萃取茶、緊壓茶、果味茶、含茶飲料等。[15]

## 發酵程度
按發酵程度分類：
| 茶分類方式        | 類別           | 發酵程度 | 茶例                                                   |
| ----------------- | -------------- | -------- | ------------------------------------------------------ |
| 不發酵茶          | 綠茶           | 0%       | 龍井茶、碧螺春、信陽毛尖、煎茶等                       |
| 輕發酵茶 微發酵茶 | 白茶、黃茶     |          |                                                        |
| 半發酵茶          | 青茶（烏龍茶） | 8~12%    | 文山包種茶                                             |
| 半發酵茶          | 青茶（烏龍茶） | 15%      | 包種茶（俗稱清茶）                                     |
| 半發酵茶          | 青茶（烏龍茶） | 20%      | 茉莉花茶                                               |
| 半發酵茶          | 青茶（烏龍茶） | 30%      | 凍頂茶                                                 |
| 半發酵茶          | 青茶（烏龍茶） | 40%      | 鐵觀音                                                 |
| 半發酵茶          | 青茶（烏龍茶） | 70%      | 白毫烏龍                                               |
| 全發酵茶          | 紅茶           | 100%     | 祁門紅茶、河南信陽紅、金駿眉、四川馬邊功夫、大吉嶺紅茶 |
| 後發酵茶          | 黑茶           |          | 普洱茶、陝西茯茶、湖南安化黑茶                         |

## 萎凋程度
按萎凋程度分類：
- 萎凋茶：白茶、青茶、包種茶、烏龍茶、紅茶
- 不萎凋茶：綠茶、黑茶、黃茶

## 其他分類方式
| 分類依據 | 例                                                                                        |
| -------- | ----------------------------------------------------------------------------------------- |
| 採摘時間 | 春茶（明前茶 · 雨前茶） · 夏茶 · 秋茶 · 冬茶                                              |
| 外形     | 條形 · 眉形 · 螺形 · 扁平形 · 雀舌形 · 瓜片形 · 松針形 · 餅形 · 粉末形 · 磚形 · 珠形..... |
| 產地     | 中國大陸茶 · 臺灣茶 · 日本茶 · 韓國茶 · 印度茶 · 斯里蘭卡茶......                         |
| 其他     | 按色澤、香氣、滋味、萎凋、發酵程度等分類                                                  |